# NGC 3146
NGC 3146 ist eine Balken-Spiralgalaxie mit ausgedehnten Sternentstehungsgebieten vom Hubble-Typ SBab im Sternbild Wasserschlange südlich des Himmelsäquators. Sie ist schätzungsweise 168 Millionen Lichtjahre von der Milchstraße entfernt und hat einen Durchmesser von etwa 50.000 Lichtjahren.
Das Objekt wurde im Jahr 1886 von dem Astronomen Ormond Stone entdeckt.